# Николай Станоев
Николай Станоев е български актьор. Победител във формата на Шоуто на Слави „Народен артист“. Има второстепенни роли в няколко холивудски филма.

## Биография
Актьорът е роден в София, но по-голямата част от детството си прекарва във Видин. През 2001 г. се мести в Благоевград, където играе в драматичния театър „Никола Вапцаров“ и завършва актьорското си образование. През 2003 играе в Народния театър, а по-късно става репортер в предаването на БНТ Полет над нощта. През 2005 е водещ на музикално предаване по ББТ и участва в късометражния филм Новата кола на татко. На следващата година участва във формата на Шоуто на Слави „Народен артист“ и на 23 декември 2006 е избран за победител. Станоев работи в шоуто три телевизионни сезона. След това за кратко участва в рубрика в „Нешоуто на Нед“, както и в комедийното шоу „Нашенци“ по TV7. От 2011 г. участва в един от най-популярните български ситкоми Домашен арест. От есента на 2013 е ко водещ на предаването на bTV „Това е цената“. От 22 януари 2022 г. до 28 януари 2023 г. е водещ на „Събота вечер с БНТ“, което се излъчва всяка събота от 21:00 часа по БНТ 1, заменяйки предишния водещ Димитър Павлов.

## Филмография
- „Marie Marmaille“, 2002 г.
- „Новата кола на татко“, 2005 г.
- Патриархат (7-сер. тв, 2005) – (в серия: V)
- „Деца от восък“, 2007 г.
- „Римски мистерии“, 2007 г.
- „Корпорация Война“, 2008 г.
- „Пълен контакт“, 2009 г.
- „Главно представление“ (2009) Command Performance - звукооператорът на Али
- „The way back“, 2010 г.
- „Номер 1“, 2011 г.-Изтрещелия
- „Конан варварина“, 2011 г.
- „Love.net“, 2011 г.
- „Още една мечта“, 2012 г.
- „Домашен арест“ (сериал), 2011 г., 2012 г., 2013 г., 2014 г.
- „Code Red“, 2013 г.
- „Immunity“, 2014 г.
- „The Expendables 3“, 2014 г.
- „Летовници“ (2016) – мъж с магаре
- „Бодигард на убиеца“, 2017 г. - касиер
- „Hellboy“, 2019 г. - монах
- Порталът (6-сер. тв, 2021) - барман в клуб „Яйцето“
- ,,Опасни шматки" (2024) - Видин